# アルノルト・シュリック
アルノルト・シュリック（Arnolt Schlick, 1460年頃 - 1521年以降）はドイツ・ルネサンス音楽の作曲家。生涯に関する記録に乏しいが、ハイデルベルク地方の出身者であったらしい。盲目のオルガニストとして著名であった。

## 生涯
1486年にフランクフルトにてマクシミリアン1世の就任式で演奏したことが知られており、1490年から1491年までフランドルに渡った。おそらくは、ハイデルベルク地方で猛威をふるった腺ペストから避難するためだったらしい。1490年代にストラスブールやウォルムスを訪れ、それから10年の間オルガン建造の鑑定士として非常に重宝がられた。1516年からフランクフルトやトルガウで王侯貴族の宮廷オルガニストを歴任する。1520年にはアーヘンにて神聖ローマ皇帝カール5世の戴冠式でも演奏した。シュリックについて現存する最後の記録は1521年のもので、ハーゲナウで新造されたオルガンの検査をしていたようである。それ以降の消息については知られていない。

## 作品
シュリックは、著書『オルガン職人とオルガン奏者の鑑』（Spiegel der Orgelmacher und Organisten, 1511年）を遺している。これはドイツ語で書かれた最初のオルガン関連の論文である。10章からなり、パイプの長さや形、ふいごや送風機の組み立て方、冶金について言及されている。その上、音律についても論述され、設置に最も適したオルガンの据え付け場所についても助言されている。
シュリックの作品はオルガン曲のほか、リュート曲や四声のための重唱曲がある。紛失してしまったが、ミサ曲も作曲した。いくつかの作品は当時としては進歩的で、とりわけ四声のための「サルヴェ・レジナ」は、後年のスウェーリンクの対位法様式の前触れである。若干のオルガン曲は、足鍵盤パートがしごく入念に書かれており、その複雑なことと言えば、17世紀になるまで2度と見られないようなものだった。
シュリックは、ドイツ音楽史における初期オルガン楽派の一員として最も重要である。引く手あまたのオルガン鑑定人であったが、盲人であったために、自分が関係したオルガン工事に鑑定士として数多く参加できたわけではなかった。シュリックは新しいオルガンを試し、各地で演奏し、他の作曲家にも影響力をもっていた。コラール由来の定旋律を中心としたポリフォニーの織り成し方は、後年のコラール前奏曲の発展の先駆けとなっている。シュリックは、バッハにおいて高みを究めた、長期間に及んだドイツ・オルガン楽派の草分けであるといってよい。